# 今井村 (愛知県)
今井村（いまいむら）は、愛知県丹羽郡にかつてあった村。
現在の犬山市の東部（今井）に該当する。

## 歴史
- 1889年（明治22年）10月1日 - 今井村と池野村が合併し発足。
- 1890年（明治23年）10月6日 - 今井村から池野村が分立する。
- 1906年（明治39年）10月1日 - 善師野村、岩田村と合併し、城東村発足。同日今井村は廃止。